# Парламентские выборы в Науру (1980)
Парламентские выборы в Науру были проведены 6 декабря 1980 года. Все кандидаты были независимыми, так как в Науру не было политических партий. В разультате победили сторонники Хаммера Деробурта, который был избран президентом 9 декабря 1980 года.

## Результаты
| Партия                             | Голоса | %   | Места |
| ---------------------------------- | ------ | --- | ----- |
| Независимые                        |        | 100 | 18    |
| Недействительных/пустых бюллетеней |        | –   | –     |
| Всего                              | 1 587  | 100 | 18    |
| Источник: Nohlen et al.            |        |     |       |